# Steatocystoma multiplex

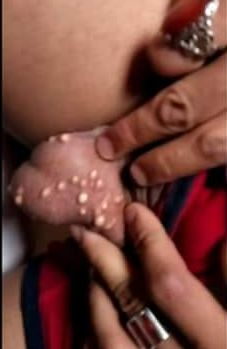

Das Steatocystoma multiplex ist eine seltene angeborene Hautkrankheit (Genodermatose) mit zahlreichen mit Talg gefüllten Hautzysten im Bereich des Brustbeines und oberen Teils des Rückens, in den Achselhöhlen, den Oberarmen und Oberschenkeln.
Synonyme sind: Steatokystoma multiplex; Sebokystomatose; Talgretentionszysten; Sebocystomatosis Günther; englisch Sebaceous Cysts, Multiple
Die Erstbeschreibung erfolgte im Jahre 1873 durch den Dermatologen W. Allan Jamieson.

## Verbreitung
Die Häufigkeit ist nicht bekannt, bisher wurden mehr als 100 Patienten beschrieben, die Vererbung erfolgt vermutlich autosomal-dominant.

## Ursache
Der Erkrankung liegen Mutationen im KRT17-Gen im Chromosom 17 an der Location q21.1 zugrunde, was für Keratin 17 kodiert. Die meisten Erkrankungen treten jedoch sporadisch auf.
Es besteht eine Assoziation mit eruptivem Vellushaar.
Identische Mutationen finden sich auch bei der Pachyonychia congenita Typ II, so dass die Eigenständigkeit der Erkrankung diskutiert wird.

## Klinische Erscheinungen
In der Regel treten die Symptome der Sebokystomatose im ersten oder zweiten Lebensjahrzehnt auf.
Kommt es als Komplikation zur chronischen Entzündung, spricht man von einem Steatocystoma multiplex conglobatum.

## Differentialdiagnose
Differentialdiagnostisch abzugrenzen sind:
- Komedonen
- Tumoren der Schweißdrüsen
- Acne cystica (der Talgretentionszysten)
- Tricholemmalzysten

## Geschichte
Beschrieben durch Pringle im Jahre 1899 als „steatocystoma multiplex“ und
später durch Günther als „Sebocystomatosis“